# Blepharocalyx
Blepharocalyx là một chi thực vật thuộc họ Myrtaceae. Chi này có các loài sau:
- Blepharocalyx acuminatissimus, Berg
- Blepharocalyx acuminatus, O.Berg in Mart.
- Blepharocalyx affinis, Berg
- Blepharocalyx amarus, O.Berg in Mart.
- Blepharocalyx angustifolius, O.Berg in Mart.
- Blepharocalyx angustissimus, O.Berg in Mart.
- Blepharocalyx apiculatus, O.Berg in Mart.
- Blepharocalyx aromatica, Durand
- Blepharocalyx brunneus, O.Berg in Mart.
- Blepharocalyx canescens, O.Berg
- Blepharocalyx cisplatensis, Griseb.
- Blepharocalyx cruckshanksii, (H. & A.) Nied.
- Blepharocalyx depauperatus, Berg
- Blepharocalyx deserti, (Cambess. ex St. Hil) Burret
- Blepharocalyx divaricatus O.Berg
- Blepharocalyx eggersii, (Kiaerskou) L.R.Landrum
- Blepharocalyx ellipticus, O.Berg
- Blepharocalyx gigantea, Lillo
- Blepharocalyx lanceolatus, O.Berg
- Blepharocalyx longipes, O.Berg
- Blepharocalyx minutiflorus, J.R.Mattos & D.Legrand
- Blepharocalyx montana, Lillo
- Blepharocalyx montanus, Lillo
- Blepharocalyx mugiensis, (Cambess. ex St. Hil) Burret
- Blepharocalyx myrcianthoides, Mattos
- Blepharocalyx parvifolius, Berg
- Blepharocalyx picrocarpus, O.Berg
- Blepharocalyx pilosus, O.Berg
- Blepharocalyx ramosissimus, O.Berg
- Blepharocalyx salicifolius (Kunth.) O.Berg
- Blepharocalyx serra, Berg
- Blepharocalyx sessilifolius, Berg
- Blepharocalyx spiraeoides, Stapf
- Blepharocalyx strictus, O.Berg
- Blepharocalyx suaveolens, (Cambess.) Burret
- Blepharocalyx tweediei, (Hook. & Arn.) O.Berg
- Blepharocalyx umbilicata, (Cambess.) Burret
- Blepharocalyx villosus, Berg
- Blepharocalyx widgreni, O.Berg

## Hình ảnh

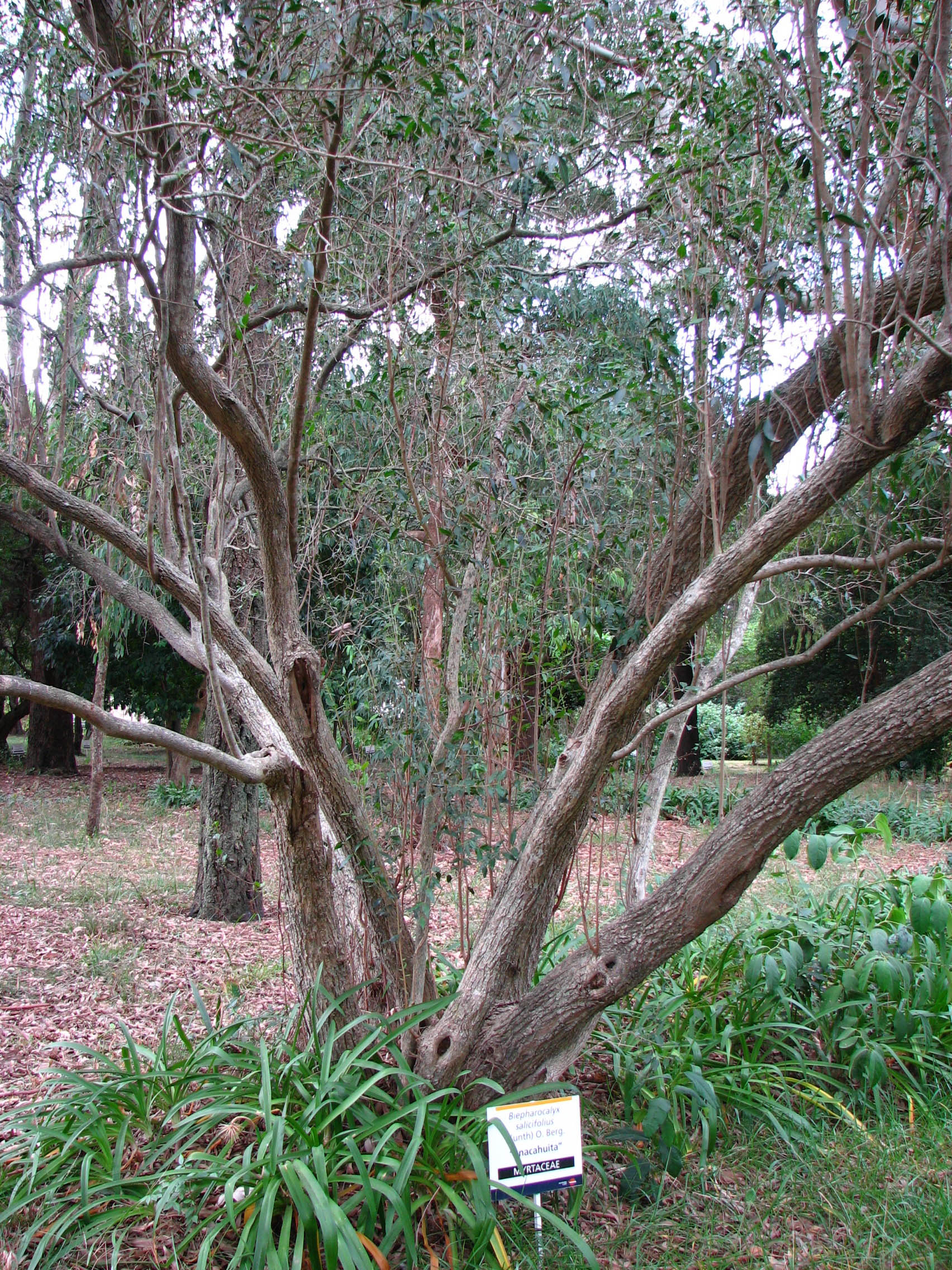
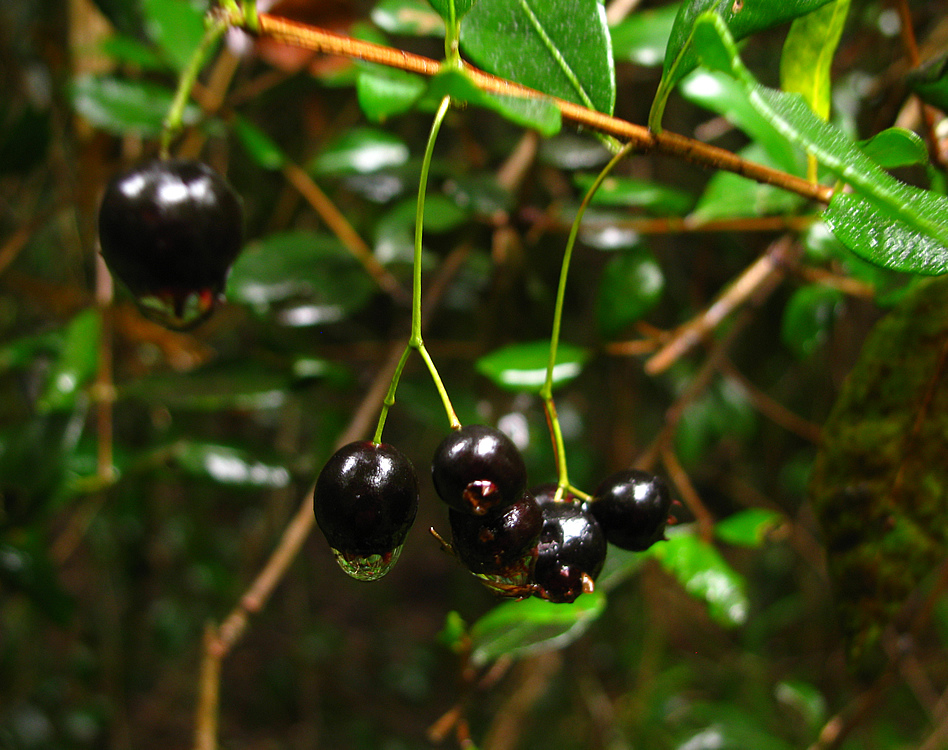